# Pteronyssidae
Pteronyssidae (лат.) — семейство перьевых клещей (Analgoidea) из отряда Astigmata. Встречаются повсеместно.
Семейство Pteronyssidae включает в себя около 130 видов и 20 родов, которые обнаруживаются в покровных и маховых перьях разнообразных птиц, в основном из отрядов Passeriformes и дятлообразных (Piciformes), и несколько видов найдены на ракшеобразных (Coraciiformes).
Покровы тела слабо хитинизированы. Самцы отличаются сильно развитыми ногами IV пары (первые три пары ног примерно одинаковые по размеру).

## Систематика
Впервые группа Pteronyssidae была выделена в 1941 году и вначале входила в качестве подсемейства Pteronyssinae в состав подсемейства Analgesidae. Около 130 видов и 20 родов.
- Anephippius
- Cleyastobius
- Conomerus
- Dicrurobius
- Hyonyssus Gaud and Mouchet, 1959[6]
- Metapteronyssus
- Micropteroherpus
- Monapsidus
- Mouchetia Gaud, 1961[7]
- Neopteronyssus Mironov, 2002[8]
- Parapteronyssus
- Pegopteronyssus
- Pteroherpus Gaud, 1981
- Pteronyssoides Hull, 1931[9]
- Pteronyssus Robin, 1868
- Pterotrogus
- Ramphastobius
- Scutulanyssus Mironov, 1985
- Stenopteronyssus
- Sturnotrogus Mironov, 1989
- Vanginyssus
- Zygepigynia